# Antoni Olcha
Antoni Olcha właśc. A. Władysław Mirek (ur. 21 listopada 1914 we wsi Naprawa, zm. 24 listopada 1978 w Warszawie) – polski prozaik, poeta, reportażysta, autor sztuk scenicznych oraz dyplomata.

## Życiorys
Pochodził z rodziny chłopskiej. W 1933 ukończył seminarium nauczycielskie w Jordanowie, a po wojnie, w latach 1946-1950 studia na Wydziale Dyplomatyczno-Konsularnym Akademii Nauk Politycznych w Warszawie. Później (w 1968) ukończył także Wydział Dziennikarstwa Uniwersytetu Warszawskiego. 
W 1933 ogłosił tomik poezji Z pod strzechy. Był redaktorem miesięcznika „Wieś – Jej Pieśń” (1933–1934) oraz „Nowa Wieś” (1934–1936). 
Brał udział w kampanii wrześniowej jako ochotnik. W latach 1939–1941 przebywał w Wilnie, gdzie był współpracownikiem dziennika „Prawda Wileńska”. Po zajęciu Wilna przez wojska niemieckie w czerwcu 1941 przedostał się do Warszawy i ukrywał się tam jako ogrodnik i woźnica. Mieszkał tam do 1943, a w latach 1943–1945 brał udział w konspiracyjnym ruchu kulturalnym na Podhalu.  
W 1945 organizował akcję przesiedleńczą małorolnych chłopów z Podhala na Ziemie Odzyskane. W okresie od 1945 do 1947 był redaktorem naczelnym tygodnika „Chłopi” oraz kierownikiem Działu Rolnego Polskiej Agencji Prasowej. Następnie był redaktorem gazety „Rolnik Polski” (od 1952 „Gromada – Rolnik Polski”), później redaktorem pisma „Orka" (1957–1960, od 1960 „Tygodnik Kulturalny"), miesięcznika „Teatr Ludowy" (1962–1965). 
W 1960 wszedł w skład Zarządu Głównego Związku Literatów Polskich.  
W latach 1973–1978 pełnił funkcję zastępcy ambasadora, a wcześniej, od 1970 roku radcy do spraw kultury Ambasady PRL w Belgradzie. W 1965 roku otrzymał nagrodę Ministra Kultury i Sztuki III stopnia.
Pochowany na cmentarzu Wojskowym na Powązkach w Warszawie (kwatera B21-6-28).

## Życie prywatne
Pierwszą żoną Antoniego Olchy była Wiktoria Jasińska. W 1970 ożenił się ponownie z młodszą o 29 lat Zofią Morawską, z którą jest pochowany.

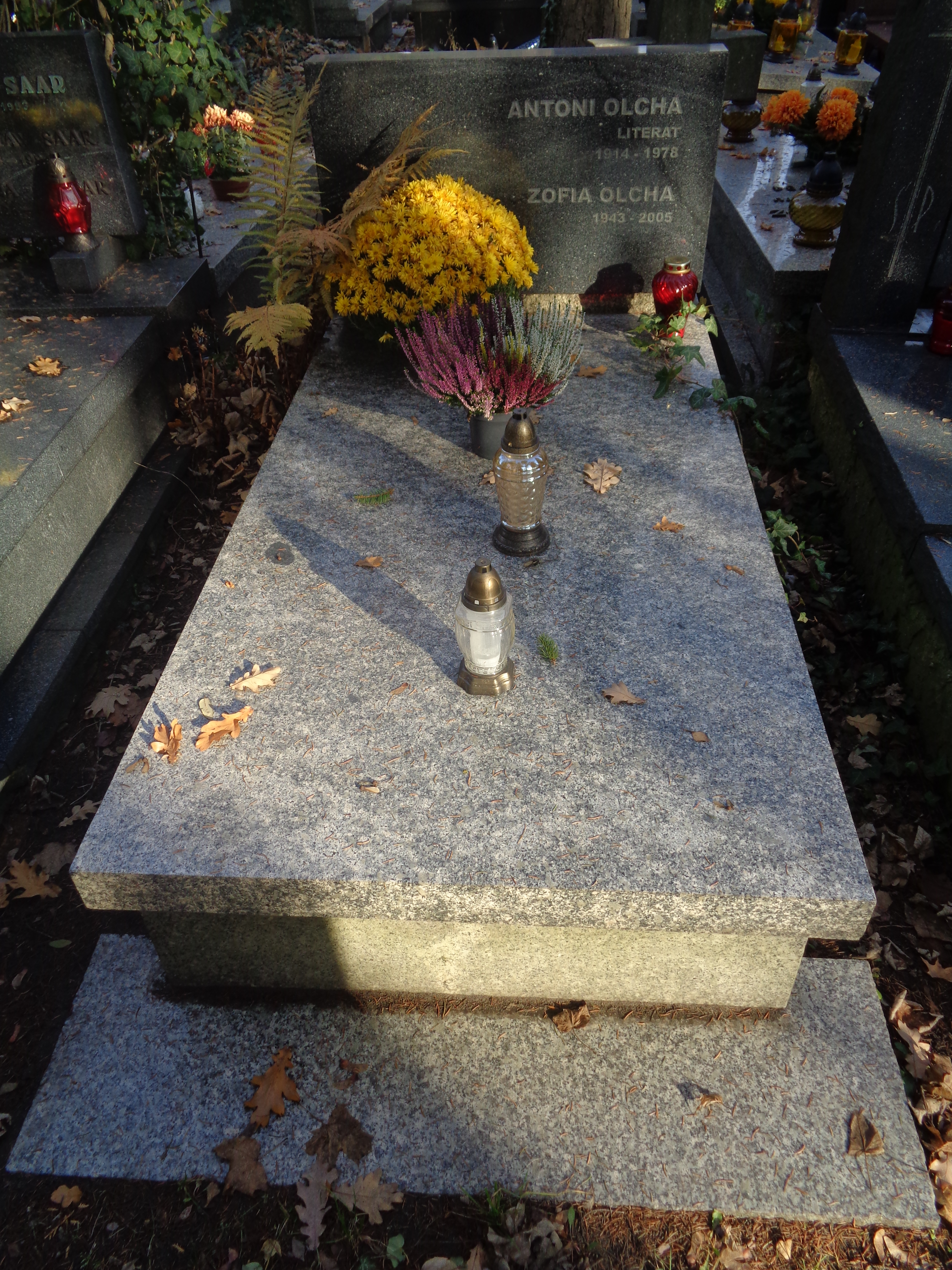
Grób Antoniego Olchy i jego żony na cmentarzu Wojskowym na Powązkach

## Ordery i odznaczenia
- Krzyż Komandorski Orderu Odrodzenia Polski (1969)[3]
- Krzyż Kawalerski Orderu Odrodzenia Polski (18 września 1945)[4]
- Medal 10-lecia Polski Ludowej (12 stycznia 1955)[5]

## Twórczość
- Nowa Naprawa
- Zwierciadła
- Most nad urwiskiem (1949)
- We wsi podźwigniętej z popiołów
- Szumią dęby nad Iguassu
- Rok 1329
- Wiosenna ziemia
- Różne strony czasu
- Żywe ogniwa
- Kamień i skrzydło
- Oko delfina
- Wiktor
- Brazylijskie profile (z podróży do Brazylii w latach 1957-1958)
- Ozga-Michalski
- Niepokój wiosennej zieleni (1972)
- Lustra potoku
- Centkiewiczowie
- Szczerbce, flety i kołacze
- Czas i słowo